# Cronaca familiare
Cronaca familiare is een Italiaanse dramafilm uit 1962 onder regie van Valerio Zurlini. De film is gebaseerd op de gelijknamige roman uit 1947 van de Italiaanse auteur Vasco Pratolini. Zurlini won met deze film de Gouden Leeuw op het Filmfestival van Venetië.

## Verhaal
Twee broers zijn na de dood van hun moeder gescheiden en worden opgevoed in andere sociale situaties. Lorenzo wordt grootgebracht door een aristocraat, Enrico wordt opgevoed door een oud grootmoedertje. Enrico wordt uiteindelijk een verslaggever in Rome, terwijl Lorenzo een werkloze idealist wordt in Florence. Dan wordt Lorenzo ongeneeslijk ziek.

## Rolverdeling
| Acteur               | Personage   |
| -------------------- | ----------- |
| Marcello Mastroianni | Enrico      |
| Jacques Perrin       | Lorenzo     |
| Salvo Randone        | Salocchi    |
| Sylvie               | Grootmoeder |
| Valeria Ciangottini  | Sandra      |